# 卡曼巴雅麗魚
卡曼巴亮麗鯛，為輻鰭魚綱鱸形目隆頭魚亞目慈鯛科的其中一種，分布於非洲坦干伊喀湖流域，體長可達13.7公分，棲息在中底層水域，生活習性不明。